# Mont Pirchiriano
Le mont Pirchiriano est un éperon rocheux de 936 ou 962 m d'altitude situé dans la basse vallée de Suse, sur les communes de Sant'Ambrogio di Torino et Chiusa di San Michele, dans la ville métropolitaine de Turin, et sur lequel est installée l'abbaye de Saint-Michel-de-la-Cluse, le symbole du Piémont.